# Gesualdo Bufalino
Gesualdo Bufalino (Comiso, 15 de novembro de 1920 — Vittoria, 14 de junho de 1996) foi um escritor italiano revelado tardiamente, com 61 anos de idade, graças à publicidade do amigo e já famosíssimo escritor Leonardo Sciascia.

## Obras

### Narrativa e poesia
- Diceria dell'untore, romance, com o volume Istruzioni per l'uso, Palermo: Sellerio, 1981, 1990; com Istruzioni per l'uso e Museo d'ombre, Milão: Bompiani, 1982; com prefácio, cronologia e bibliografia de Francesca Caputo e com uma entrevista de Leonardo Sciascia, Milão: Bompiani, 2001. ISBN 978-88-452-9152-4 [Edição brasileira: O disseminador da peste. Tradução de Ana Maria Carlos. São Paulo: Berlendis & Vertecchia, 2001. 192 p. ISBN 9788586387357]
- L'amaro miele, poesia, Torino: Einaudi, 1982, 1989 (nova edição aumentada), 1996
- Dicerie coniugali, Palermo: Sellerio, 1982.
- Museo d'ombre, Palermo: Sellerio, 1982.
- Il vecchio e l'albero, conto, com uma gravura original L. Cottini, Milão: Sciardelli, 1983; depois publicado em L'uomo invaso, 1984.
- Argo il cieco ovvero i sogni della memoria, romance, Palermo: Sellerio, 1984, 1990. ISBN 978-88-452-4633-3
- La bellezza dell'universo, conto, com três ilustrações e uma gravura de A. Manfredi, Cava dei Tirreni: Avagliano, 1986; incluído em L'uomo invaso, 1986.
- L'uomo invaso e altre invenzioni, contos, Milão: Bompiani, 1986, 1989. (Premio letterario Racalmare Leonardo Sciascia 1986)
- Saline di Sicilia, Palermo: Sellerio, 1988.
- Le menzogne della notte, Milano: Bompiani, 1988, 1990; Milão: CdE, 1988; edição crítica organizada por Nunzio Zago, Milão: Bompiani, 1991; com introdução e notas de Nunzio Zago, cronologia e bibliografia de Francesca Caputo, 2001. ISBN 978-88-452-9150-0 [Edição brasileira: As mentiras da noite. Tradução de Mario Fondelli. Rio de Janeiro: Rocco, 1989. 120 p. ISBN 9788532500069]
- Il matrimonio illustrato (com a mulher, Giovanna), Milão: Bompiani, 1989; Milão: CdE, 1990.
- La panchina, conto publicado no volume Trittico junto a Catarsi de Vincenzo Consolo e Quando non arrivarono i nostri de Leonardo Sciascia e A. di Grado, Catania: Sanfilippo, 1989.
- Invito alle "Fêtes galantes" di Verlaine, com gravuras de C. Tolomeo, Milão: Sciardelli, 1989. Republicado em Saldi d'autunno.
- Calende greche, frammenti di una vita immaginaria, Napoli: Guida, 1990;  Farigliano (CN): Milanostampa, 1990; sob o título Calende greche, ricordi d'una vita immaginaria, edição revista pelo autor, Milão, Milano: Bompiani, 1992. ISBN 978-88-452-1829-3
- Saldi d'autunno, Milão: Bompiani, 1990, 2002.
- Pagine disperse, Caltanissetta: Salvatore Sciascia Editore, 1991. Edição publicada pela comuna de Comiso na ocasião dos 60 anos do autor.
- Qui pro quo, romance, Milão: Bompiani, 1991; com um texto de Giuseppe Traina, ivi, 2003.
- Rondò della felicità, com três águas-fortes de P. Guccione, Trento: La corda pazza di Lillo Gullo e Flora Graiff, 1991.
- Secondo battesimo, com gravuras de P. Guccione, Trento: Gullo, 1991.
- Sillabario del peccato, com uma serigrafia de S. Fiume, Manduria-Bari-Roma, Lacaita: "Fogli da Borgo Celano", 1992.
- Il Guerrin meschino, frammento di un'opra di pupi, Catania: Il Girasole, 1991; Milão: Bompiani, 1993; com introdução de Alberto Cadioli, 1998.
- Lamento del vecchio puparo, Roma: Edizioni dell'Elefante, 1992.
- Cento sicilie, antologia de textos organizada por Nunzio Zago, La Nuova Italia, 1993.
- I languori e le furie, poesia, Catania: Il Girasole, 1995.
- Il fiele ibleo, Cava dei Tirreni: Avagliano, 1995.
- Tommaso e il fotografo cieco, romance, Milão: Bompiani, 1996. ISBN 978-88-452-5493-2 (Premio letterario Racalmare Leonardo Sciascia 1996)
- Opere. 1981-1988, organização de Maria Corti e Francesca Caputo, introdução de Maria Corti, Milão: Bompiani, 1992, 2010. ISBN 978-88-452-5782-7
- Opere. 1989-1996, organização de Francesca Caputo, Milão: Bompiani, 2007. ISBN 978-88-452-5784-1

### Ensaios, aforismos e cartas
- Prefácio e seleção de Una città teatro, Miseria e malavita a Comiso e Museo d'ombre em AA.VV., Comiso viva, 1976.
- Organização do álbum fotográfico Comiso ieri. Immagini di vita rurale e signorile, Palermo: Sellerio, 1978.
- Mod. 740, com gravura em água-forte de F. Rognoni, Milão: Sciardelli, 1984; republicado em Cere perse sob o título ''Il gabelliere e le muse''.
- Cere perse, Palermo: Sellerio, 1985.
- Il malpensante, lunario dell'anno che fu, Milão: Bompiani, 1987.
- Dizionario dei personaggi di romanzo. Da Don Chisciotte all'Innominabile, ensaio, Milão: Il Saggiatore, 1982; Milão: Mondadori, 1989.
- Texto do álbum fotógrafico de G. Leone, L'isola nuda, 1989.
- Cur? Cui? Quis? Quomodo? Quid?, atas do wordshow-seminário sobre a maneira e os motivos da escrita, Taormina: Edizione di "Agorà", 1989.
- La luce e il lutto, Palermo: Sellerio, 1988 (seleção de crônicas e aforismos).
- L'inchiostro del diavolo, com uma água-forte de S. Viganone, Milão: Sciardelli, 1991 (já reunido em Cere perse).
- Texto do álbum fotógrafico de AA.VV., Il tempo in posa, Palermo: Sellerio, 1992.
- Carteggio di gioventù (1943-1950), seleção de cartas a Angelo Romanò, Catania: Il Girasole, 1994.
- Bluff di parole, Milão: Bompiani, 1994 (aforismos).
- L'enfant du paradis. Cinefilie, com prefácio de V. Zagarrio e posfácio de A. Di Grado, Comiso: Salarchi Immagini, 1996.
- Verga e il cinema. Con una sceneggiatura verghiana inedita di Cavalleria rusticana, texto de Gesualdo Bufalino organizado por Nino Genovese e Sebastiano Gesù, Catania, 1996.

### Traduções
- Jean Giraudoux, Susanna e il Pacifico, Palermo: Sellerio, 1980.
- Madame de La Fayette, L'amor geloso (com P. Masino), Palermo: Sellerio, 1980.
- Paul-Jean Toulet, Controrime, Palermo: Sellerio, 1981.
- Charles Baudelaire, I fiori del male, Milão: Mondadori, 1983.
- Terenzio, Adelphoe, Istituto del Dramma Antico, 1983.

### Organização
- Matteo Maria Boiardo, Opere, seleção e introdução de Gesualdo Bufalino, Roma: Istituto poligrafico e Zecca dello Stato, 1995.
- Gualberto Alvino, Tra linguistica e letteratura. Scritti su D'Arrigo, Consolo, Bufalino, «Quaderni Pizzutiani IV-V», Roma, Fondazione Pizzuto, 1998.
- Nel più remoto angolo della remota Sicilia. Lettere di Gesualdo Bufalino a Gualberto Alvino a cura del destinatario, em "Fermenti", XXXIII 2003, 225 pp. 15–22.
- Gustave Flaubert, Memorie di un pazzo, Firenze: Passigli, 2007.

### Entrevistas
- Esprimere la propria memoria. Encontro com Gesualdo Bufalino, Liceo Ginnasio "Vittorio Emanuele II", Palermo, 18 dez. 1995.
- Essere o riessere, conversa com Gesualdo Bufalino, organizada por Paola Gaglianone e Luciano Tas, nota crítica de Nunzio Zago, Roma: Omicron, 1996.
- Auguri don Gesualdo: documentário de Franco Battiato sobre Gesualdo Bufalino, consultoria literária de Manlio Sgalambro, narração de Giulio Brogi, Milão: Bompiani, 2010 ISBN 978-88-452-6586-0